# Glaucis
Glaucis is een geslacht van vogels uit de familie kolibries (Trochilidae) en de onderfamilie Phaethornithinae (heremietkolibries).

## Soorten
Het geslacht kent de volgende soorten:
- Glaucis aeneus  – Bronzen heremietkolibrie
- Glaucis dohrnii  – Bronsstaartheremietkolibrie
- Glaucis hirsutus  – Roodborstheremietkolibrie